# Christiane Stallaert
Christiane Stallaert (1959) és una antropòloga i hispanista belga. És catedràtica d'Estudis d'Espanya i Amèrica Llatina a la Universitat d'Anvers.

## Trajectòria
És autora d'obres com Etnisch nationalisme in Spanje. De historisch-antropologische grens tussen christenen en moren (1996), Etnogénesis y etnicidad en Espaha. Una aproximación histórico-antropológica al casticismo Perpetuum mobile. Entre la balcanización y la aldea global (2004), o Ni una gota de sangre impura. La España inquisitorial y la Alemania nazi cara a cara, un estudi comparatiu entre la Inquisició espanyola i el Tercer Reich, entre d'altres.
El 2020 va publicar el llibre Het verdriet van Spanje: een natie op zoek naar zichzelf («La tristesa d'Espanya, una nació a la recerca de si mateixa»), una al·lusió a la novel·la d'Hugo Claus Het verdriet van België («La tristesa de Bèlgica»). En aquesta obra, hi descriu i analitza la història de les «dues Espanyes» del qual situa el començament a l'any 755 quan a Astúries es va frenar la conquesta islàmica de la península Ibèrica, i com els regnes cristians van tenir l'obsessió de la «puresa de la sang» que va començar amb l'expulsió dels jueus el 1492. Van seguir els musulmans, els moriscos i més tard els protestants, els adeptes de la Il·lustració, el liberals, socialistes, anarquistes i nacionalistes perifèrics. El llibre intenta explicar perquè Espanya és com és en l'actualitat, sense avançar un pronòstic sobre el seu futur.